# Henry Ian Cusick
Henry Ian Cusick Chávez (Trujillo; 17 de abril de 1967) es un actor peruano-británico, conocido principalmente por su papel de Desmond Hume en Lost (que le significó una nominación a los Premios Primetime Emmy en 2006) y de Marcus Kane en The 100.

## Biografía
Hijo de la peruana Esperanza Chávez y del escocés John Cusick, Henry vivió en su ciudad natal tan solo dos años. Posteriormente vivió en España, Escocia y diez años en Trinidad y Tobago, principalmente por motivos familiares. A los 15 años (1982) regresó a Escocia y finalmente se trasladó a Inglaterra, donde vivió junto a su familia hasta que consiguió su papel en Lost.
Habla español e inglés. El 15 de julio de 2006 contrajo matrimonio con Annie Wood, con quien tuvo tres hijos: Elías, Lucas y Esaú, que viven en la isla de Oahu, Hawái. Henry inició sus estudios superiores en la Real Academia Escocesa de Música y Teatro, pero acabó por unirse a la Escuela de Drama del Teatro de los Ciudadanos de Glasgow. Su primer papel fue junto con Rupert Everett en una versión de El retrato de Dorian Grey y en 2004 interpretó a Jesús en El evangelio de San Juan, del director Phillip Saville, siendo bien recibido por la crítica y el público en general.
En televisión, es conocido por haber interpretado el papel de Desmond Hume en Lost, quien es considerado uno de los preferidos de la serie. También apareció en 24 como Theo Stoller y en la serie Fringe.
En 2014 regresó al mundo de las series, protagonizando al concejal Marcus Kane en la serie The 100 del canal The CW.

## Filmografía

### Cine
| Año  | Título                         | Papel          | Notas                      |
| ---- | ------------------------------ | -------------- | -------------------------- |
| 2002 | Possession                     | Toby Byng      | No aparece en los créditos |
| 2003 | The Gospel of John             | Jesús          |                            |
| 2003 | Carla                          | Matt           | Película para televisión   |
| 2004 | Perfect Romance                | Peter Campbell | Película para televisión   |
| 2006 | Half Light                     | Brian          |                            |
| 2006 | 9/Tenths                       | William        |                            |
| 2006 | After the Rain                 | Adrian         | Cortometraje               |
| 2007 | Hitman                         | Udre Belicoff  |                            |
| 2009 | Dead Like Me: Life After Death | Cameron Kane   | Directamente para DVD      |
| 2013 | Not Another Happy Ending       | Willie         |                            |
| 2014 | 10.0 Terremoto en Los Ángeles  |                |                            |

### Televisión
| Año       | Título                                   | Papel                  | Notas |
| --------- | ---------------------------------------- | ---------------------- | --- |
| 1993      | Taggart                                  | Ian Gowrie             | Episodio: "Legado fatal" |
| 1997      | Richard II                               | Henry Green            | Adaptación de la obra de William Shakespeare |
| 2001      | Murder Rooms: The White Knight Stratagem | Sargento Michael Clark | |
| 2001-2002 | Casualty                                 | Jason                  | Acreditado en 9 episodios (uno de ellos se tituló "Happily Ever After", como su último capítulo centrado en Lost, con el papel de Desmond David Hume) |
| 2002      | The Dinosaur Hunters                     | Gideon Mantell         | |
| 2002-2003 | Two Thousand Acres of Sky                | Dr. Ewan Talbot        | 3 episodios |
| 2003      | Happiness                                | Phillip                | Episodio: "A Nice Person" |
| 2003      | Adventure Inc.                           | Gavin Merrill          | Episodio: "Echoes of the Past" |
| 2003      | The Book Group                           | Miles Longmuir         | |
| 2004      | Midsomer Murders                         | Gareth Heldman         | Episodio: "El Rey Pescador" |
| 2005      | Waking the Dead                          | Jeremy Allen           | Episodio: "Torres de silencio: Parte 1" |
| 2005-2010 | Lost                                     | Desmond Hume           | Primera aparición como estrella invitada en la segunda temporada, convirtiéndose en protagonista a partir de la tercera.                              |
| 2006      | 24                                       | Theo Stoller           | Episodios: "Día 5: 7:00 p. m.-8:00 p. m." y "Día 5: 8:00 p. m.-9:00 p. m."                                                                            |
| 2009      | Nova                                     | Charles Darwin         | Episodio: "Darwin's Darkest Hour" |
| 2010      | Law & Order: Special Victims Unit        | Erik Weber             | Episodios: "Locum" y "Bullseye" |
| 2012      | Fringe                                   | Simon                  | Episodio: "Letters of Transit" |
| 2012      | Scandal                                  | Stephen Finch          | Temporada 1 |
| 2012      | El mentalista                            | Tommy Volker           | Episodio: "If It Bleeds, It Leads" |
| 2012      | CSI Las Vegas                            | Dr. Jimmy              | Episodio: "La última superviviente" |
| 2013      | Body of Proof                            | Trent Marsh            | Temporada 3 |
| 2013      | Hawaii Five-0                            | Terrorista             | Episodio: "Aloha Ke Kahi I Ke Kahi" |
| 2014-2019 | The 100                                  | Concejal Marcus Kane   | Elenco principal |
| 2016      | Eat, See, Play Perú                      | Él mismo               | Conductor |
| 2017      | Inhumans                                 | Evan Declan            | Temporada 1 |
| 2019      | The Passage                              | Dr. Jonas Lear         | |
| 2020-2021 | McGyver                                  | Russ Taylor            | Temporadas 2 |

### Teatro
- Stolzius en The Soldiers - Edinburgh International Festival.
- Cassio en Othello - Royal Shakespeare Company.
- Demetrius en El sueño de una noche de verano - RSC.
- Pompey en Antonio y Cleopatra - RSC.
- Henry Green en Richard II - Royal National Theatre.
- Arthur en Machine Wreckers - RNT.
- Dollabella en Antony and Cleopatra - RNT (with Alan Rickman).
- Nick en The LA Plays - Almeida Theatre, London.
- Le Vicomte De Valmont en Las amistades peligrosas - Liverpool Playhouse.
- McCann en The Birthday Party - Glasgow Citizens' Theatre.
- Jeffrey en The Dying Gaul - Citizens.
- Louis Ironson en Angels in America - 7:84 Theatre Company.
- Don Juan en Don Juan, de Molière - Teatro Babel.